# Besnik Mustafaj
Besnik Mustafaj er en albansk politiker. Han er født 4. september 1958 i Bajram Curri.
Han er uddannet i fransk sprog fra Tiranas Universitet i 1982, har undervist på universitetet og været beskæftiget med journalistisk og redaktionelt arbejde.
Han var i 1990 blandt stifterne af Demokraterne og har været et fremtrædende medlem siden.
Han var ambassadør i Frankrig og ved UNESCO fra 1992 til 1997.
I perioden fra 1999 til 2005 var han sekretær for udenrigspolitik hos Demokraterne og medlem af parlamentets udenrigsudvalg.
Efter valget i 2005 blev han udenrigsminister; han indgav sin afskedsbegæring i slutningen af april 2007 og erstattes med Lulzim Basha.